# Roman Stupnicki
Roman Stupnicki (ur. 30 listopada 1913 we Lwowie, zm. 27 stycznia 1954 w Iscoyd Park, Wrexham, Walia) – polski hokeista, olimpijczyk z Garmisch-Partenkirchen 1936.
Zawodnik klubu Czarni Lwów, z którym w roku 1934 zdobył tytuł wicemistrza a w 1935 tytuł mistrza Polski. W reprezentacji Polski rozegrał 23 spotkania zdobywając 6 bramek.
Na igrzyskach olimpijskich w 1936 roku wraz z partnerami zajął 9. miejsce.